# Hålsjön (Hålanda socken, Västergötland)
Hålsjön är en sjö i Hålanda socken i Ale kommun i Västergötland och ingår i Göta älvs huvudavrinningsområde. Sjön är 3 meter djup, har en yta på 0,517 kvadratkilometer och är belägen 51,4 meter över havet. Vid provfiske har bland annat abborre, braxen, gädda och mört fångats i sjön. Hålsjön är den näst största sjön i Hålanda.

## Delavrinningsområde

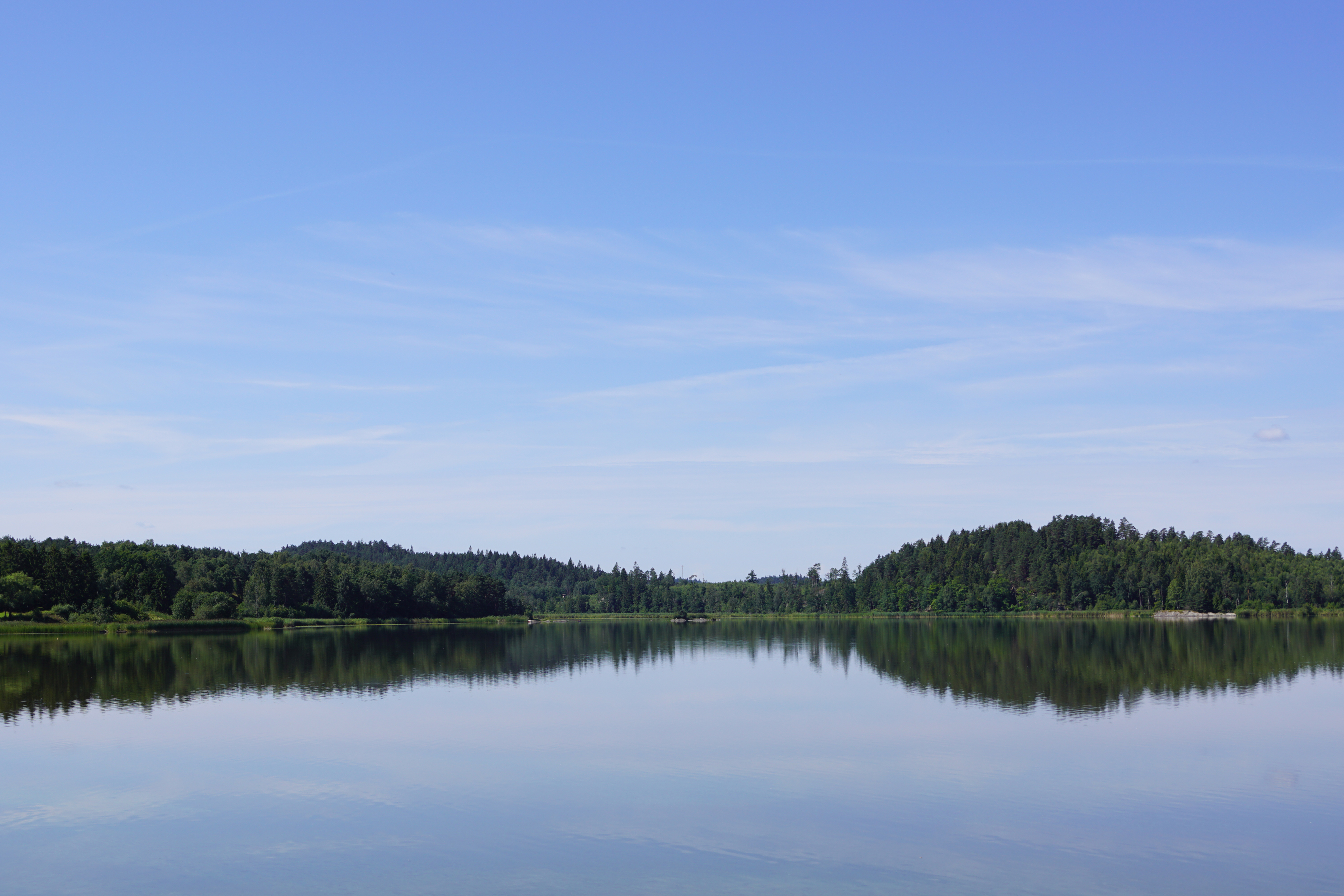

Hålsjön ingår i det delavrinningsområde (643852-128914) som SMHI kallar för Mynnar i Grönå. Medelhöjden är 86 meter över havet och ytan är 42,93 kvadratkilometer. Det finns inga avrinningsområden uppströms utan avrinningsområdet är högsta punkten. Grönån som avvattnar avrinningsområdet har biflödesordning 4, vilket innebär att vattnet flödar genom totalt 4 vattendrag innan det når havet efter 45 kilometer. Avrinningsområdet består mestadels av skog (67 procent) och jordbruk (17 procent). Avrinningsområdet har 1,18 kvadratkilometer vattenytor vilket ger det en sjöprocent på 2,7 procent.

## Fisk
Vid provfiske har följande fisk fångats i sjön:
- Abborre
- Braxen
- Gädda
- Mört
- Sutare